# Desmodium strictum
Desmodium strictum là một loài thực vật có hoa trong họ Đậu. Loài này được (Pursh) DC. miêu tả khoa học đầu tiên.